# 尼比亚诺
尼比亚诺（義大利語：Nibbiano），是意大利皮亚琴察省的一个市镇。总面积43平方公里，人口2342人，人口密度54.5人/平方公里（2009年）。ISTAT代码为033029。